# Teratoma sacrococcígeo
El teratoma sacrococcígeo (teratoma de cuello; en inglés sacrococcygeal teratoma o SCT) es el tumor germinal extragonadal más frecuente en la infancia. La mayoría se detectan en el período neonatal como una masa tumoral. Porque estos pacientes están propensos a desarrollar neoplasias, es importante obtener un tratamiento quirúrgico seguido de vigilancia clínica.